# Eurycotis kevani
Eurycotis kevani är en kackerlacksart som beskrevs av Karlis Princis 1955. Eurycotis kevani ingår i släktet Eurycotis och familjen storkackerlackor. Inga underarter finns listade i Catalogue of Life.